# 25608 Hincapie
25608 Hincapie este un asteroid din centura principală de asteroizi.

## Descriere
25608 Hincapie este un asteroid din centura principală de asteroizi. A fost descoperit pe 3 ianuarie 2000 la Socorro, New Mexico, în cadrul proiectului LINEAR. Asteroidul prezintă o orbită caracterizată de o semiaxă mare de 2,47 ua, o excentricitate de 0,10 și o înclinație de 6,6° în raport cu ecliptica.